# Звивина

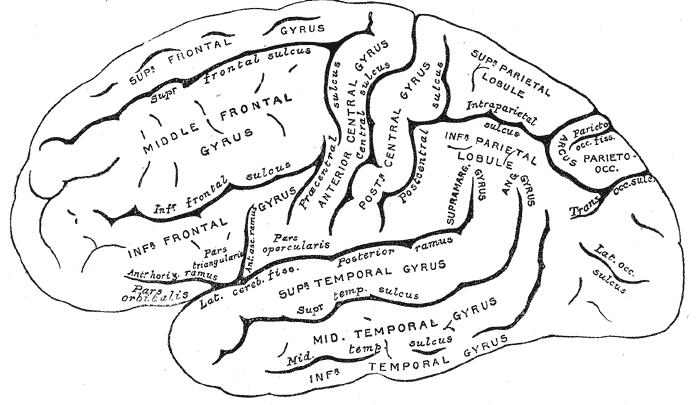
Анатомія Грея мал. 726 — латеральна поверхня лівої півкулі головного мозку, при погляді збоку.

Анатомія Грея мал. 726 — латеральна поверхня лівої півкулі головного мозку, при погляді збоку.

Звивина головного мозку (лат. gyrus cerebralis, gyrus cerebri) — зморшка або гребінь у корі головного мозку, який зазвичай оточений однією або кількома борознами (поглибленнями, западинами). Звивини й борозни утворюють складчастий вигляд мозку у людей і інших ссавців.

## Структура
Завдяки утворенню звивин, борозен і щілин площа поверхні мозку людини та інших ссавців стає більшою. Це дуже важливо в умовах, коли розмір мозку обмежується внутрішнім розміром черепа. Збільшення поверхні кори головного мозку за допомогою системи звивин і борозен  збільшує кількість клітин, які беруть участь у виконанні мозком таких функцій як пам'ять, увага, сприйняття, мислення, мова, свідомість.

### Розвиток
Утворення звивин і борозен у корі головного мозку відбувається протягом фетального і неонатального розвитку. Під час ембріональному розвитку, всіх ссавців мозок має спочатку гладку структуру, подібну структурі нервової трубки, без звивин (лізенцефалічний) У міру розвитку, в мозку плоду, на поверхні його кори, починають утворюватися брижі й поглиблення — звивини і борозни ..

## Клінічне значення
Зміни в структурі звивин в корі головного мозку корелюють з різними захворюваннями й розладами.
- Пахігірія — потовщення звивин. Часто виявляють у хворих на різні форми епілепсії
- Ізенцефалія — згладження звивин
- Агірія — відсутність звивин. Ізенцефалія й агірія зустрічаються часто при мікроцефалії (загальному зниженні об'єму мозку) та хромосомних аномаліях і, як правило, поєднується з такими вадами розвитку, як клишоногість, полідактилія, камптодактилія, атрезія дванадцятипалої кишки, мікрогнатія, омфалоцеле, гепатоспленомегалія, вади розвитку нирок та серця, крипторхізм, пахвинні грижі, помутніння рогівки, зморшкувата шкіра.

Всі подібні порушення — результати аномальної клітинної міграції, порушення клітинної архітектури, нездатність до формування 4-6 шарів кіркових нейронів, і, як наслідок -  функціональні проблеми. Дуже часто у осіб з такими аномаліями виявляють епілепсію й психічні порушення.
 

## Важливі звивини
- Верхня лобова звивина (gyrus frontalis superior)
- Середня лобова звивина (gyrus frontalis medius)
- Нижня лобова звивина (gyrus frontalis inferior). Має 3 частини: покришкову (pars opercularis), трикутну (pars triangularis), орбітальну (pars orbitalis).
- Верхня скронева звивина (лат. gyrus temporalis superior)
- Середня скронева звивина (лат. gyrus temporalis medius)
- Нижня скронева звивина (лат. gyrus temporalis inferior)
- Веретеноподібна звивина (лат. gyrus occipitotemporalis medialis)
- Парагіпокампальна звивина (лат. gyrus parahippocampalis)
- Поперечна скронева звивина (лат. gyrus transversus temporalis)
- Язичкова звивина (лат. gyrus lingualis)
- Передцентральна звивина (лат. gyrus praecentralis)
- Зацентральна звивина (лат. gyrus postcentralis)
- Надкрайова звивина (лат. gyrus supramarginalis)
- Кутова звивина (лат. gyrus angularis)
- Поясна звивина (лат. gyrus cinguli)
- Клин (лат. Cuneus)